# Саггс, Генри
Генри Уильям Фредерик Саггс (англ. H. W. F. Saggs; 02.12.1920 — 31.08.2005) — британский востоковед, антиковед-ассириолог. Профессор.

## Биография
Окончил Королевский колледж Лондона (1942), где учился теологии. Магистр теологии и магистр искусств. В годы Второй мировой войны служил в авиации, был ранен. Степень доктора философии получил в Лондоне в 1953 году.
В 1953-66 годах преподаватель Лондонского университета.
В 1966-83 гг. профессор Университетского колледжа в Кардиффе (эмерит).
Член Лондонского общества антикваров (англ. Society of Antiquaries of London).
Женился в 1946 году, четыре дочери.